# Lucas Debargue
Lucas Debargue   (París, 23 d'octubre de 1990) és un pianista francès. Va guanyar el 4t premi al 15è Concurs Txaikovski el 2015.

## Biografia
Va néixer a París, però va créixer a Villers-sur-Coudun, a 12 km de Compiègne. Va estudiar piano des dels onze anys al Conservatori de Compiègne amb Christine Muenier. Quan era adolescent, va desenvolupar una passió pel repertori clàssic, però va frenar la seva pràctica musical als quinze anys per cursar un batxillerat científic i registrar-se per obtenir un títol de llicenciat en lletres i arts a la Universitat de París Diderot.
Als vint anys, va decidir deixar els estudis de literatura per convertir-se en músic professional. Va estudiar amb Philippe Tamborini al Conservatori de Beauvais durant el curs 2010-2011 i va obtenir un DEM en piano i música de cambra.
El 2011 va conèixer Rena Shereshevskaya al Conservatori Regional de Rueil-Malmaison. Després va ser admès per unanimitat al Conservatori Nacional de Música i Dansa de París, on va obtenir la seva llicència el 2015 sota la direcció de Jean-François Heisser. Durant aquest temps va continuar treballant a l'Escola Normal de Música Alfred Cortot de París amb Rena Cherechevskaïa, que el va preparar per a concursos internacionals.
Durant els seus estudis, va començar a donar concerts públics, entre d'altres com a guardonat de les fundacions.
El 2014 va guanyar el primer premi en la categoria professional al 9è Concurs Internacional de Piano Adilia Alieva, a Gaillard. El 2015 va participar en el prestigiós concurs internacional Txaikovski, Allà va guanyar el quart premi de piano i el premi especial de crítica de música de Moscou.
Aquest premi li va permetre iniciar una carrera concertística internacional, cosa que el va portar a tocar a les sales més reconegudes: Sala Txaikovski i Gran Saló del Conservatori de Moscou, Teatre Mariinsky i Filharmònica de Sant Petersburg, Filharmònica de Berlín, Prinzregententheater a Münich, Elbphilharmonie a Hamburg; Philharmonie, Théâtre des Champs-Elysées, Salle Gaveau i Fondation Vuitton de París, Wigmore Hall i Royal Festival Hall de Londres, Concertgebouw d'Amsterdam, Suntory Hall de Tòquio, Carnegie Hall de Nova York.
Ha actuat amb directors com Valery Gergiev, Mikhail Pletnev, Vladimir Fedoseyev, Vladimir Jurowski, Tugan Sokhiev, Yutaka Sado, Andrei Boreiko, Vladimir Spivakov. En música de cambra, ja ha actuat al costat de Gidon Kremer, Janine Jansen, Martin Frost i Mischa Maisky.
Va rebre el premi Cortot el 2016, que marca el final dels seus estudis a l'Escola Normal de Música de París. Des de llavors, ha continuat millorant les seves habilitats amb Rena Cherechevskaïa. El 2017 es va estrenar un documental dirigit per Martin Mirabel (producció de Bel Air Media): Lucas Debargue - Tout à la musique. La pel·lícula està seleccionada a FIPA Biarritz. El 2019, Gidon Kremer el va nomenar "artista convidat permanent" del seu conjunt Kremerata Baltica.

## Composicions
- Concertino, per a piano, orquestra de corda i percussió (2017), creat per l'autor i el Kremerata Baltica a Cesis (Letònia).[21]
- Quartet simfònic, per a quartet amb piano (2018), creat al Centre de Música de Cambra de París per l'autor i Eva Zavaro (violí), Adrien Boisseau (viola) i Jérôme Pernoo (violoncel).[22]
- Trio, per a piano i corda (2019), creat al teatre Champs-Élysées per l'autor David Castro-Balbi i Alexandre Castro-Balbi.[23]

## Discografia
- Lucas Debargue - Scarlatti, Chopin, Liszt, Ravel, Sony Classical, 2016
- Lucas Debargue - Bach, Beethoven, Medtner, Sony Classical, setembre de 2016
- Lucas Debargue - Schubert, Szymanowski, Sony Classical, octubre de 2017
- Martin Fröst, Janine Jansen, Torleif Thédeen, Lucas Debargue - Olivier Messiaen: Quartet pour la fin du temps, Sony Classical, novembre de 2017
- Lucas Debargue - Scarlatti 52 Sonatas, Sony Classical, octubre de 2019.[24][25][26][27]